# Vysokorychlostní trať Chang-čou – Ning-po
Vysokorychlostní trať Chang-čou – Ning-po (čínsky v českém přepisu chang-jung kao-su tchie-lu, pchin-jinem hángyǒng gāosù tiělù, znaky zjednodušené 杭甬高速铁路), zkráceně též vysokorychlostní trať Chang-jung (čínsky v českém přepisu chang-jung kao-tchie, pchin-jinem hángyǒng gāotiě, znaky zjednodušené 杭甬高铁), někdy též zvaná zvláštní osobní trať Chang-čou – Ning-po (čínsky v českém přepisu chang-jung kche-jün čuan-sien, pchin-jinem hángyǒng kèyùn zhuānxiàn, znaky zjednodušené 杭甬客运专线) je dvoukolejná elektrifikovaná vysokorychlostní trať v Číně v provincii Če-ťiang, spojující města Chang-čou a Ning-po.
Trať je jedním z úseků delší vysokorychlostní tratě Chang-čou – Fu-čou – Šen-čen a tedy i součástí pobřežního koridoru.

## Trať
Vysokorychlostní trať Chang-čou – Ning-po vede z Chang-čou, hlavního města provincie Če-ťiang, do významného přístavního města Ning-po; celá se tak nachází se území provincie Če-ťiang. Trať začíná v nádraží Chang-čou východ a končí v nádraží Ning-po, přičemž její celková délka je 150 kilometrů. Na trati se nachází 7 stanic a byla projektována pro maximální rychlost 350 km/h. Výstavba trati byla zahájena 1. dubna 2009, do provozu byla trať oficiálně uvedena 1. července 2013.

## Stanice
| Název stanice           | Kilometráž | Provincie | Prefektura |
| ----------------------- | ---------- | --------- | ---------- |
| Chang-čou východ 杭州东 | 0          | Če-ťiang  | Chang-čou  |
| Chang-čou jih 杭州南    | 16         | Če-ťiang  | Chang-čou  |
| Šao-sing sever 绍兴北   | 42         | Če-ťiang  | Šao-sing   |
| Šao-sing východ 绍兴东  | 74         | Če-ťiang  | Šao-sing   |
| Jü-jao sever 余姚北     | 106        | Če-ťiang  | Ning-po    |
| Čuang-čchiao 庄桥       | 139        | Če-ťiang  | Ning-po    |
| Ning-po 宁波            | 150        | Če-ťiang  | Ning-po    |